# منتخب روسيا تحت 21 سنة لكرة القدم
منتخب روسيا تحت 21 سنة لكرة القدم هو الممثل الرسمي لـ روسيا في بطولات كرة القدم تحت 21 سنة. يشارك الفريق في بطولة أوروبا تحت 21 لكرة القدم التي تقام كل عامين.